# جنون جنین جن‌زده
جنون جنین جن‌زده نمایشی به نویسندگی و کارگردانی شادی اسدپور و تهیه و تولیدی از مؤسسهٔ هنری آرتا است که اقتباسی آزاد از نمایشنامهٔ اتلو اثر ویلیام شکسپیر بوده که در خرداد و تیر سال ۱۴۰۱ در مجموعهٔ نمایشی دیوار چهارم به روی صحنه رفته‌است و مورد استقبال صاحب‌نظران، اهالی تئاتر و خبرگزاری‌ها قرار گرفته‌است.

## داستان
این اثر اقتباسی آزاد از نمایشنامهٔ اتلو اثر ویلیام شکسپیر است. در خلاصهٔ این اثر نمایشی آمده‌است: «این‌ها فریادهای یک دیوانه است. ما نیاز داریم نسبت به درک منشأ روح و وضع ناگوار روح در این جهان و راه خروج از این وضع ناگوار آگاهی یابیم و این آگاهی با درد آغاز می‌شود تا به ادراک برسد. ما به شکلی خطرناک روی لبهٔ تیغ راه می‌رویم و به دنبال خودمان می‌گردیم.»

## عوامل و بازیگران
بازیگران: علی انیسی، هلیا تصدیقی، امیرحسین شفیعی، میثم کریمی، مهدی دنیوی، علی محمدنیا، محمد عورکی، پارسا توکلی، لیدا جهانی، امیرحسین قاسم‌آبادی، کسری حسینی
تهیه و تولید: مؤسسهٔ هنری آرتا
مدیر تولید: آرش (مهدی) رزمجو
گروه کارگردانی: علیرضا میمی، غزاله کارآموز
طراح گرافیک: سینا افشار
طراح نور: فرشاد نصیری
طراح صدا و ساخت موسیقی: عباس حیدری کاهکش
طراح لباس: مهدی دنیوی، شادی اسدپور
طراح و ساخت آکسسوار: مهدی دنیوی
ساخت تیزر: محمد عورکی، علی محمدنیا، هلیا تصدیقی
عکاس: محمد عورکی، پریسا توکلی
روابط عمومی: گروه تئاتر آرتا

## نقدها
یادداشت فرزین محدث بر نمایش «جنون جنین جن‌زده»
کاریکاتورگونه کردن خشم و نفرت
این نمایش به مقولاتی مثل خشونت، خیانت، حسادت و توهم می‌پردازد و به تماشاگر به عنوان انسان نظاره‌گر هشدار می‌دهد و او را به خودش ارجاع می‌دهد. دنیای این نمایش پر از اعوجاج و کنتراست است و این‌ها مستقیماً موجب ترس ما می‌شود خصوصاً ترس از مواجه شدن با خودمان و این کاری است که کارگردان اثر با ما می‌کند.

این نمایش بسیار رؤیاگونه است و جهان خاص خودش را دارد.

یادداشت هانی صالحی (بازیگر و کارگردان) بر نمایش «جنون جنین جن‌زده»
ضیافتی چشم‌نواز و جسورانه؛ از بلندای امپرسیونیسم تا جنون بیومکانیکال

این نمایش صاحب یک ایدهٔ خلاقانه است. در این اثر خطوط، رنگ‌ها و اشیاء جایگاه ویژه دارند. این خطوط زاویه‌دار و تکه‌تکه شده و مملو از تنش دراماتیک است و به فلسفهٔ رنج و تنهایی انسان مدرن می‌پردازد و معنا ایجاد می‌کند. در این نمایش هیچ حصاری بین بازیگر و مخاطب نیست و مخاطب در دل کنش قرار می‌گیرد.

یادداشت پژند سلیمانی (نویسنده و شاعر) بر نمایش «جنون جنین جن‌زده»
چیزی به وجود ما اضافه شد

این نمایش، چیزی در وجود ما به یادگار می‌گذارد. حسی از فضا، حرکات، کلمات و تصاویری را در ذهن ما حک می‌کند. هر جملهٔ این اثر، حاوی میزان متفاوت اطلاعات و خبر است و این میزان گاهی کم و گاهی زیاد می‌شود. در این اجرا هر جمله میزان بالایی اطلاعات به ما می‌دهد که ما باید آن‌ها را به هم ربط دهیم و پیام اصلی را بگیریم. این اثر چیزی به وجود ما اضافه می‌کند.